# Oliver Tree
 (septembre 2021).
 (août 2018).
Si vous disposez d'ouvrages ou d'articles de référence ou si vous connaissez des sites web de qualité traitant du thème abordé ici, merci de compléter l'article en donnant les références utiles à sa vérifiabilité et en les liant à la section « Notes et références ».
Oliver Tree, né Oliver Tree Nickell le 29 juin 1993 à Santa Cruz (Californie), est un chanteur, musicien et rappeur américain.

## Biographie

### Jeunesse
Durant sa jeunesse à Santa Cruz, Oliver Tree commence assez tôt à prendre des cours de piano. Il commença aussi, dès son jeune âge, à faire de la trottinette, domaine dans lequel il deviendra presque professionnel. Durant sa vie de lycéen, il est membre de plusieurs groupes et commence même à s’intéresser à la musique électronique (particulièrement la dubstep) en étant parfois DJ. Il commence alors à publier ses propres musiques[réf. nécessaire].
Agé de 20 ans, Tree signe sur le label belge R&S Records et publie son premier EP Demons. L’EP gagne un peu en popularité[réf. nécessaire] après que Thom Yorke (membre du groupe Radiohead) a approuvé[réf. nécessaire] sa reprise de Karma Police.
Oliver avoue en 2024 que durant sa jeunesse, il a toujours été influencé et fasciné par le groupe Gorillaz et sa particularité musicale.

### Carrière
De 2013 à 2016, Oliver était simplement connu en tant que ‘Tree’. Oliver maitrise des genres variés tels que l’indie pop, le hip-hop ou encore le punk rock[réf. nécessaire].
Peu après avoir publié When I’m Down (musique qui deviendra d’ailleurs virale[réf. nécessaire]), Tree signe sur le label Atlantic Records.
Oliver a l’habitude de publier des vidéos humoristiques, sur Instagram par exemple[réf. nécessaire].
Aux alentours de 2017, Oliver Tree annonce qu'il travaille sur un premier album sous le nom d'Oliver Tree, et non Tree, appelé "Squirt" (Jet en français). Les titres de ce premier album devaient être: Welcome To L.A., Cheapskate, All I Got, When I'm Down, Movement, Enemy et Upside Down. Seulement il abandonnera et sortira ces musiques en tant que simples singles sans appartenance à aucun album.
Dans la même année, Oliver sortira donc son single All I Got où il empruntera les paroles de son premier couplet/pont à son frère Jesse, faisant de ce-dernier un symbole phare musical pour Oliver[réf. nécessaire].
Oliver Tree a pris 9 mois[réf. nécessaire] afin de créer son EP Alien Boy, sorti en février 2018.
Tree a eu l’occasion de jouer dans les plus gros festivals du monde tels que Lollapalooza, Outside Lands Music, Coachella, ou encore l’EDC[réf. nécessaire].
Il prépare[réf. nécessaire] un projet musical en groupe différent de sa carrière personnelle, en revanche aucune date n’a officiellement été annoncée.
En étant invité sur scène à différents festivals[lesquels ?], il a soutenu des artistes tels que Louis the Child, Skizzy Mars, Lil Dicky ou encore DJ Mustard, et a ainsi gagné en popularité[réf. nécessaire].
Son morceau Movement a été utilisé par Apple pour une publicité de l’iPhone X[réf. nécessaire]. Seulement il s'agissait d'une version plus tous publics en ayant réécrit les paroles. Cependant, cette version publicitaire n'aura jamais de version officielle.
En 2018 il participe[réf. nécessaire] au clip Bizness du rappeur français Lorenzo.
Le 23 août 2019, il apparaît en featuring[réf. nécessaire] dans l'album de Lorenzo Sex in the city dans le titre Pumpidup.
Durant le printemps 2020, la Covid-19 a évolué de manière exponentielle aux États-Unis, ce qui a causé une multiplication des cas infectés par le virus. Oliver Tree et son studio ont pris du retard en ce qui concerne l'enregistrement de nouveaux sons pour son nouvel album qu'il préparait depuis un certain temps. Il dit d'ailleurs[réf. nécessaire] s'être senti abandonné par ses fans pendant cette période. Son nouvel album Ugly Is Beautiful devait initialement sortir le 27 mars 2020, mais a été reporté au 12 juin 2020 via Atlantic Records, avant d'être à nouveau retardé et publié le 17 juillet 2020[réf. nécessaire]. Cette période a été compliquée pour l'artiste, puisqu'il devait vivre l'un des moments les plus actifs de sa carrière[Interprétation personnelle ?].

### Distinctions
Depuis longtemps, Oliver Tree se met dans la peau de plusieurs et divers personnages dont il est le seul créateur. De 2007 à 2011, il se fera appelé Kryph, un personnage discret mais doué des platines de mixages, étant DJ. 
De 2012 à 2015, il se fera appeler simplement Tree, un personnage très en rapport avec la nature et la vie citadine. Il sera donc le parallèle parfait entre l'impossible et l'absolu sous un thème musical plutôt outcast avec son album autopublié appelé Splitting Branches. 
De 2016 à 2021, il sera le personnage le plus connu de l'Internet, avec son titre Life Goes On, Turbo, doté d'un gros pantalon patte d'eph et d'une veste de quart violette et bleue, mais surtout d'une coupe au bol distinctive. Ce personnage est l'élément d'un album nommé Ugly Is Beautiful qui, comme son nom l'indique, réfère à la beauté intérieure d'une personne et de jugements que l'on peut subir sous un ton rock alternatif.
De 2022 à 2023, il sera sous le nom de Shawney Bravo, un personnage cowboy et romantique qui sera comme étant un briseur de cœur mais aussi un cœur brisé. Avec son album sous un thème de country rock, nommé Cowboy Tears, Oliver nous ouvrira les yeux sur un personnage à la fois triste et en colère de ses amantes.
En 2023, c'est avec un nouveau personnage appelé Cornelius Cummings qu'Oliver revient. Un personnage pouvant résonner avec le caractère de Shawney et celui de Turbo mélangés.

### Vie privée
À partir de 2007, Oliver commencera à faire du rap de rue indépendant. Il écrira plusieurs textes et chantera dans sa chambre ses morceaux à l'aide de son premier synthétiseur.
Vers 2010, Oliver commencera son activité indépendante en tant que DJ dans des bars et des évènements dédiés sous le nom de Kryph.
En 2013, il commencera donc sa carrière en tant que Tree en réalisant son premier album avec Shelf Nunny, Kirsten Rosenberg et Lena Kuhn. Oliver était d'ailleurs en couple avec Kirsten à cette époque.
Entre 2017 et 2019, un DJ appelé NVDES produira des chansons d'Oliver: Again & Again et Upside Down. Oliver fera d'ailleurs deux collaborations avec celui-ci.
En 2019, Melanie Martinez annoncera qu'elle et Oliver sont en couple avant de se quitter l'année d'après.
En 2022, lors d'un interview avec Zach Sang, Oliver mentionne son frère Jesse comme étant son meilleur ami, son modèle et son inspiration artistique. Il explique s'être intéressé au bouddhisme, domaine et religion dont son frère fait partie,afin d'apprendre la vision de son frère pour mieux le comprendre. Dans la même interview, Oliver dit également qu'il a une vie merveilleuse selon ses dires et préfère garder tout noms et prénoms confidentiels.
Casey Mattson, guitariste, batteur, et ami d'Oliver à déjà été aperçu de nombreuses fois avec la famille Nickell, la famille d'Oliver Tree, il semble être comme un frère pour lui[réf. nécessaire]. Oliver mentionne aussi que l'art est sa passion et son unique but dans la vie. Créer, apprendre et partager. Il explique vouloir réaliser un documentaire et peut-être des courts métrages, il a notamment dirigé la plupart de ses propres clips et ceux de certains artistes comme Lil Yachty et KSI avec qui il a collaboré.
En Avril 2023, Oliver participe à la vidéo du Youtuber et Musicien américain Airrack, dans laquelle il devra séduire Sophia , un robot A.I. humanoïde avec plusieurs autres participants vidéastes. Spoiler, Oliver Tree gagnera après plusieurs éliminations des autres candidats.

## Discographie

### EP
- 2013 : Demons (R&S Records, en tant que Tree)
- 2018 : Alien Boy (Atlantic Records)
- 2019 : Do You Feel Me
- 2021 : Welcome To The Internet (avec Little Big )

### Albums
- 2013 : Splitting Branches (en tant que Tree)
- 2020 : Ugly is Beautiful
- 2021 : Ugly is Beautiful : Shorter,Thicker & Uglier (Version Deluxe)
- 2022 : Cowboy Tears
- 2022 : Cowboy Tears Drown the World in a Swimming Pool of Sorrow (Version Deluxe)
- 2023 : Alone In A Crowd

### Singles
- 2011 : Next Level Shit (avec Minnesota)
- 2013 : tully (avec Kirsten Rosenberg)
- 2013 : People (avec Shelf Nunny & Lena Kuhn)
- 2013 : Stuck Down The Wrong Rabbit Hole
- 2016 : When I’m Down (avec Whethan)
- 2017 : All I got
- 2017 : Welcome to LA
- 2017 : Cheapskate
- 2017 : Enemy (avec Whethan)
- 2017 : All You Ever Talk About (avec Whethan)
- 2018 : Upside down
- 2018 : All that
- 2018 : Movement
- 2018 : Hurt
- 2019 : Fuck
- 2019 : Miracle Man
- 2019 : Cash Machine
- 2020 : 1993
- 2020 : Let Me Down
- 2020 : Let Me Down (avec Blink-182)
- 2020 : Bury Me Alive
- 2020 : Alien Boy
- 2021 : Out of Ordinary (album Ugly is Beautiful deluxe).
- 2021 : Life Goes On
- 2022 : Cowboys Don't Cry
- 2022 : I Hate You (album Cowboy Tears Deluxe)
- 2022 : Miss You (avec Robin Schulz)
- 2023 : Bounce
- 2023 : One & Only
- 2023 : Essence (avec Super Computer)
- 2023 : Fairweather Friends

### Collaborations
- 2015 : Getter featuring Oliver Tree : Weekend (MrSuicideSheep)
- 2016 : Getter featuring Oliver Tree : Forget It (OWSLA)
- 2016 : Getter featuring Oliver Tree : Soulmother
- 2016 : NVDES featuring Oliver Tree : My Mind Is (B3SCI Records)
- 2018 : NVDES featuring Oliver Tree : Running
- 2019 : Lorenzo featuring Oliver Tree : Pumpidup
- 2020 : Oliver Tree featuring Little Ricky ZR3 : 1993
- 2020 : Wiz Khalifa featuring Lil Yachty, Juice Wrld, Ty Dolla Sign, Oliver Tree & Sueco The Child : Speed Me Up (de Sonic, le film) (DEMO)
- 2020 : Oliver Tree featuring Blink-182 : Let Me Down (Remix)
- 2020 : Whethan featuring Oliver Tree : Freefall
- 2021 : Lil Yachty featuring Oliver Tree : Asshole
- 2021 : Little Big & Oliver Tree featuring Tommy Cash : Turn It Up
- 2021 : Oliver Tree featuring Trippie Redd et Ski Mask The Slump God : Life Goes On
- 2021 : Little Big & Oliver Tree : You're Not There
- 2022 : What So Not featuring Killer Mike and Oliver Tree : Mr Regular
- 2022 : NGHTMRE featuring Oliver Tree : Nothing's Perfect
- 2022 : SouthStar sample Oliver Tree : Miss You (Robin Schulz)
- 2022 : BoyWithUke featuring Oliver Tree : Sick of U
- 2023 : KSI featuring Oliver Tree : Voices
- 2023 : Oliver Tree featuring David Guetta : Here We Go Again
- 2023 : Oliver Tree featuring Super Computer : Essence
- 2024 : Diplo & Oliver Tree : ULTRAMAN

## Filmographie

### Clips
- 2011 : Next Level Shit (avec Minnesota)
- 2013 : People (avec Shelf Nunny & Lena Kuhn) en tant que Tree
- 2013 : tully (avec Shelf Nunny) en tant que Tree
- 2013 : Stuck Down The Wrong Rabbit Hole en tant que Tree
- 2016 : Forget It (avec Oliver Tree) de Getter
- 2018 : Karma Police (reprise de Radiohead) en tant que Tree (Origine de 2013)
- 2018 : All That x Alien Boy de Oliver Tree
- 2018 : Bizness de Lorenzo
- 2019 : Hurt de Oliver Tree
- 2019 : Fuck de Oliver Tree
- 2020 : Suck My D*ck 2020 de Little Big
- 2020 : Miracle Man de Oliver Tree
- 2020 : Let Me Down de Oliver Tree
- 2020 : I'm Gone de Oliver Tree
- 2020 : Cash Machine de Oliver Tree
- 2021 : Life Goes On de Oliver Tree
- 2021 : Life Goes On (Acoustique) de Oliver Tree & Casey Mattson
- 2021 : Life Goes On (avec Trippie Redd & Ski Mask The Slump God) de Oliver Tree
- 2021 : The Internet de Little Big & Oliver Tree
- 2021 : Turn It Up (avec Tommy Cash) de Little Big & Oliver Tree
- 2022 : Cowboys Don't Cry de Oliver Tree
- 2022 : Freaks & Geeks de Oliver Tree
- 2022 : Swing & A Miss de Oliver Tree
- 2022 : Sick Of U (avec Oliver Tree) de BoyWithUke
- 2022 : Miss You de Oliver Tree, Southstar et Robin Schulz (Remix de Jerk)
- 2022 : Suitcase Full Of Cash de Oliver Tree
- 2023 :Voices (avec Oliver Tree) de KSI
- 2023 : Here We Go Again (avec David Guetta) de Oliver Tree
- 2023 : Bounce de Oliver Tree
- 2023 : One & Only de Oliver Tree
- 2023 : Essence (avec Super Computer) de Oliver Tree
- 2023 : Fairweather Friends de Oliver Tree

### Courts métrages
- 2023 : Musician Is Shamed for being Too Ugly - de Dharr Man Studios : Lui-même

### Documentaires
- 2018 : Oliver Tree's Debut Tour Disaster - de Oliver Tree et Casey Mattson

- 2019 : How to make a $1,000,000 Music Video (Hurt Music Video) BTS - de Brendan Vaughan et Oliver Tree

- 2020 : Oliver Tree Crashes The World's Biggest Scooter - de Oliver Tree

- 2020 : I competed against the #1 scooter rider in the world (Oliver Tree vs. Ryan Williams) avec Ryan Williams - de Oliver Tree et Alien Boy Films

- 2021 : Oliver Tree Almost dies Backflipping a Motorcycle - de Oliver Tree et Alien Boy Films

#### Petits documentaires
- 2018 : Oliver Tree's Life Story

- 2018 : MTV Cribs: Oliver Tree's $17 Million Dollar Mansion

- 2020 : How I lost 15 pounds (World's Easiest Diet)